# Mofreita
Mofreita é uma povoação portuguesa do Município de Vinhais que foi sede da extinta Freguesia de Mofreita, freguesia que tinha 12,50 km² de área e 54 habitantes (2011), e, por isso, uma densidade populacional de 4,3 hab./km².
A Freguesia de Mofreita foi extinta (agregada), a partir de 29 de Setembro de 2014, tendo o seu território passado a fazer parte integrante da então criada União de Freguesias de Soeira, Fresulfe e Mofreita.

## População
| População da Freguesia de Mofreita | População da Freguesia de Mofreita | População da Freguesia de Mofreita | População da Freguesia de Mofreita | População da Freguesia de Mofreita | População da Freguesia de Mofreita | População da Freguesia de Mofreita | População da Freguesia de Mofreita | População da Freguesia de Mofreita | População da Freguesia de Mofreita | População da Freguesia de Mofreita | População da Freguesia de Mofreita | População da Freguesia de Mofreita | População da Freguesia de Mofreita | População da Freguesia de Mofreita |
| ---------------------------------- | ---------------------------------- | ---------------------------------- | ---------------------------------- | ---------------------------------- | ---------------------------------- | ---------------------------------- | ---------------------------------- | ---------------------------------- | ---------------------------------- | ---------------------------------- | ---------------------------------- | ---------------------------------- | ---------------------------------- | ---------------------------------- |
| 1864                               | 1878                               | 1890                               | 1900                               | 1911                               | 1920                               | 1930                               | 1940                               | 1950                               | 1960                               | 1970                               | 1981                               | 1991                               | 2001                               | 2011                               |
| 238                                | 285                                | 330                                | 291                                | 220                                | 224                                | 228                                | 237                                | 240                                | 305                                | 154                                | 136                                | 97                                 | 44                                 | 54                                 |

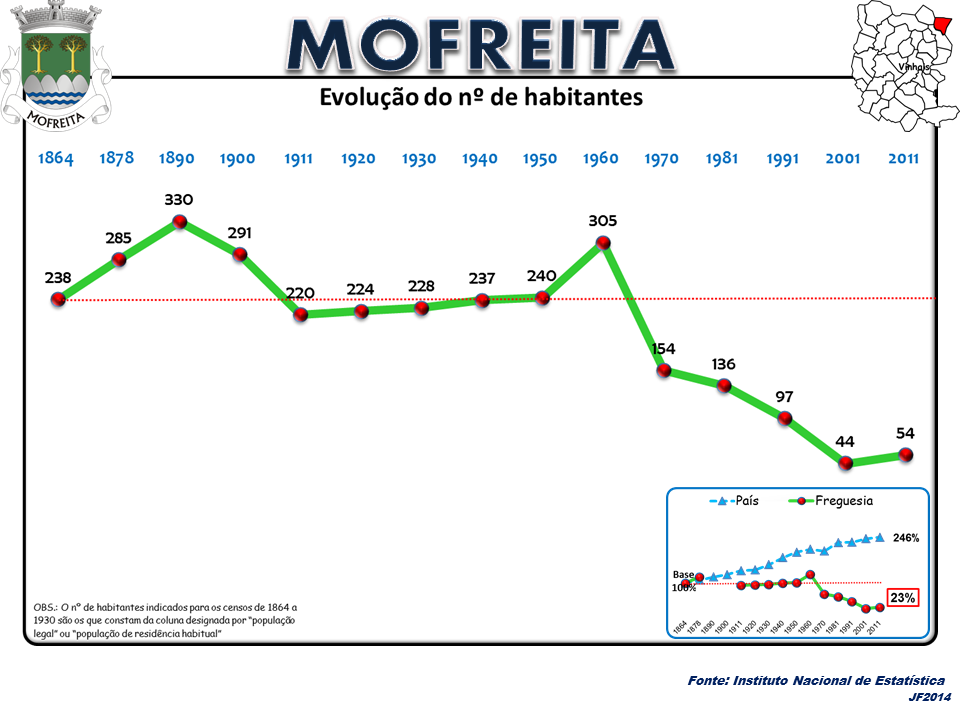
Evolução da População 1864 / 2011
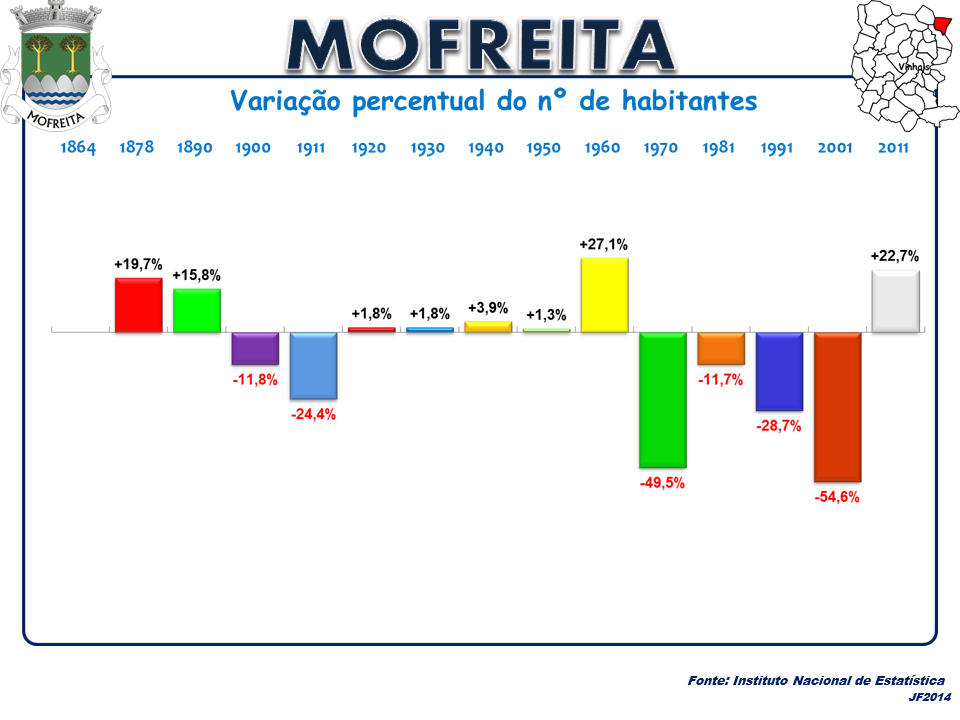
Variação da População 1864 / 2011
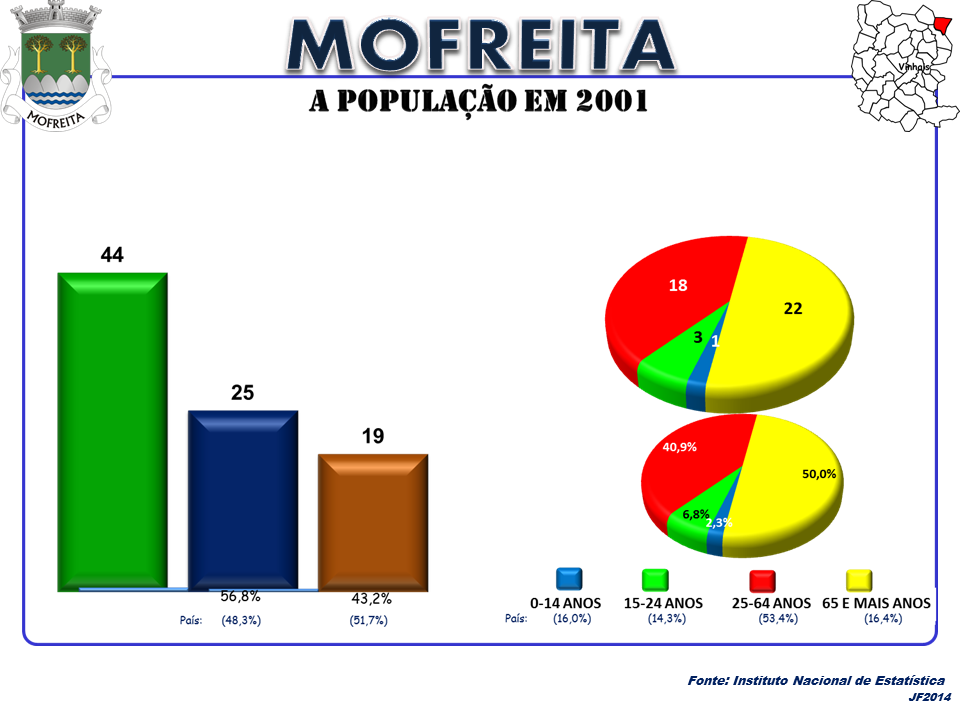
A População em 2001
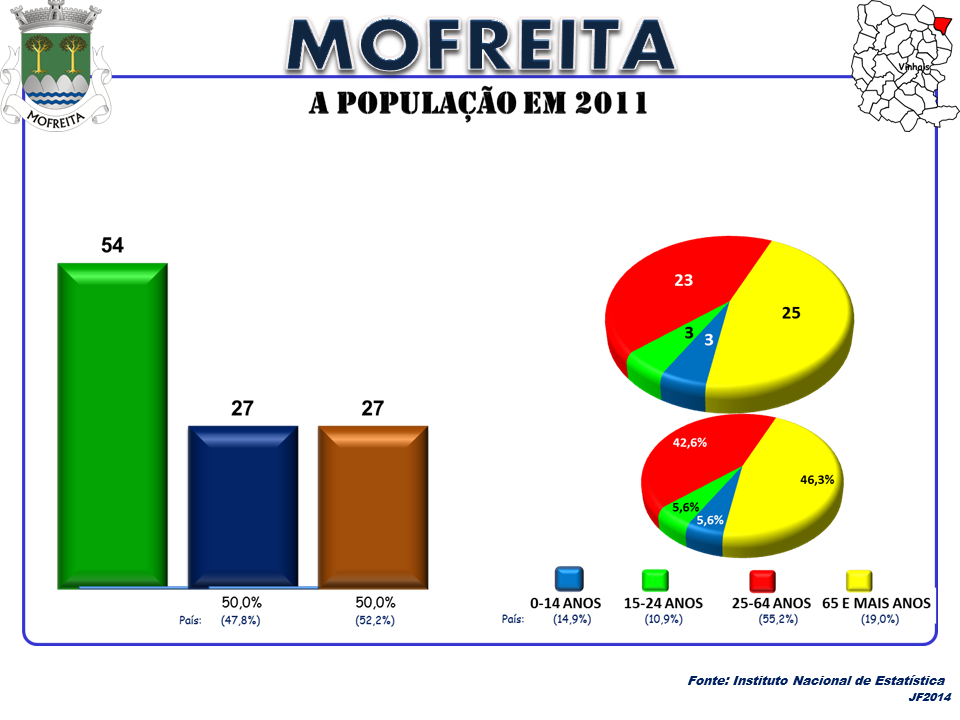
A População em 2011

## Património
- Igreja Paroquial de Mofreita (São Vicente).